# Larnaca
Larnaca (grekiska: Λάρνακα, trans. Larnaka) är Cyperns tredje största stad med cirka 77 000 invånare och ligger vid den sydöstra kusten. I historien var staden känd som Kition (la. Citium).
Vid staden ligger en internationell flygplats och Larnaca är en av Cyperns viktigaste hamnstäder för import och export.

## Historia
Stora delar av de modernaste byggnaderna i Larnaca är byggda på forntidens ruiner så man har svårt att veta exakt när folk började bo där. Man vet dock att staden var styrd av kungadömet Kition. Namnet härstammar från barnbarnet till Noa som hette Kittim och så blev det Kition.[källa behövs] Kungadömet Kition blev till en viktig handelshamn under den romerska tiden men också under början av den bysantinska perioden, men staden plundrades av araberna på 600-talet.
Därefter vet man inte mycket om Larnaca förrän på 1300-talet då man bytte namn från Kition till Salina. Det namnet fick man genom den saltsjö som fortfarande finns kvar idag, dock är den nästan helt torr under de varmaste månaderna.

## Klimat
Larnaca har ett subtropiskt torrt medelhavsklimat med långa heta, torra somrar och korta, milda, regnigare vintrar.
Normala temperaturer och nederbörd i Larnaca:
|                                            | Jan | Feb | Mar | Apr | Maj | Jun | Jul | Aug | Sep | Okt | Nov | Dec |
| ------------------------------------------ | --- | --- | --- | --- | --- | --- | --- | --- | --- | --- | --- | --- |
| Normaldygnets maximitemperaturs medelvärde | 17  | 17  | 19  | 23  | 27  | 30  | 32  | 33  | 31  | 28  | 23  | 18  |
| Normaldygnets minimitemperaturs medelvärde | 8   | 7   | 9   | 12  | 16  | 19  | 22  | 23  | 20  | 17  | 13  | 9   |
|                                            |     |     |     |     |     |     |     |     |     |     |     |     |
| Nederbörd                                  | 78  | 41  | 34  | 18  | 9   | 3   | 1   | 0   | 7   | 14  | 53  | 95  |

| Diagram | temperaturer i °C • månadsnederbörd i mm | temperaturer i °C • månadsnederbörd i mm | temperaturer i °C • månadsnederbörd i mm | temperaturer i °C • månadsnederbörd i mm | temperaturer i °C • månadsnederbörd i mm | temperaturer i °C • månadsnederbörd i mm | temperaturer i °C • månadsnederbörd i mm | temperaturer i °C • månadsnederbörd i mm | temperaturer i °C • månadsnederbörd i mm | temperaturer i °C • månadsnederbörd i mm | temperaturer i °C • månadsnederbörd i mm | temperaturer i °C • månadsnederbörd i mm |
|         | 78 17 8                                  | 41 17 7                                  | 34 19 9                                  | 18 23 12                                 | 9 27 16                                  | 3 30 19                                  | 1 32 22                                  | 0 33 23                                  | 7 31 20                                  | 14 28 17                                 | 53 23 13                                 | 95 18 9                                  |

Den årliga genomsnittliga havstemperaturen är runt 22 °C, med 27-28 °C som höjdpunkt under augusti, och 17 °C som lågpunkt under vintern.
| Jan   | Feb   | Mar   | Apr   | Maj   | Jun   | Jul   | Aug   | Sep   | Okt   | Nov   | Dec   |
| ----- | ----- | ----- | ----- | ----- | ----- | ----- | ----- | ----- | ----- | ----- | ----- |
| 18 °C | 17 °C | 17 °C | 18 °C | 21 °C | 25 °C | 27 °C | 28 °C | 27 °C | 26 °C | 22 °C | 20 °C |

## Geografi

### Andra städer inom samma latitud
- Los Angeles, USA (Kalifornien)
- Zhengzhou, Kina
- Sfax, Tunisien
- Kabul, Afghanistan
- Hiroshima, Japan
- Rabat, Marocko

## Infrastruktur

### Vägar
Från Larnaca går det motorvägar till övriga landet.

### Hamnen
Efter det att Cypern blev uppdelat 1974 försökte man ta över som landets viktigaste hamnstad efter Famagusta. Det gick och med framgång, men sakta men säkert tog Limassol istället över mycket på grund av dess export av vin. Idag används den mestadels till import och export av bränsle samt lite industriell transport.

### Flygplatsen
Efter delningen av landet 1974 var man tvungen att i all hast bygga en ny flygplats som ersättning till den i huvudstaden Nicosia. Den tidigare, Nicosias internationella flygplats, kom till att ligga i det så kallade "ingenmanslandet" och ingen av de bägge sidorna har numera tillgång till den. FN är de enda som använder den idag. Det blev bråttom och till slut hade man byggt en helt ny flygplats på bara 40 dagar och de är därför den kallas för "40-dagars flygplatsen".

## Sport
Idrottsklubben Anorthosis Famagusta har sedan Cypernkrisen 1974 sin verksamhet i staden.